# Оделл (Іллінойс)
Оделл (англ. Odell) — селище (англ. village) в США, в окрузі Лівінґстон штату Іллінойс. Населення — 1003 особи (2020).

## Географія
Оделл розташований за координатами 41°0′7″ пн. ш. 88°31′18″ зх. д. / 41.00194° пн. ш. 88.52167° зх. д. (41.002008, -88.521790).  За даними Бюро перепису населення США в 2010 році селище мало площу 2,93 км², з яких 2,89 км² — суходіл та 0,04 км² — водойми.

## Демографія
Згідно з переписом 2010 року, у селищі мешкало 1046 осіб у 417 домогосподарствах у складі 274 родин. Густота населення становила 357 осіб/км².  Було 455 помешкань (155/км²).
Расовий склад населення:
| - 98,3 % — білих - 0,5 % — чорних або афроамериканців - 0,2 % — азіатів |

До двох чи більше рас належало 0,6 %. Частка іспаномовних становила 1,5 % від усіх жителів.
За віковим діапазоном населення розподілялося таким чином: 26,6 % — особи молодші 18 років, 58,9 % — особи у віці 18—64 років, 14,5 % — особи у віці 65 років та старші. Медіана віку мешканця становила 40,9 року. На 100 осіб жіночої статі у селищі припадало 101,2 чоловіків;  на 100 жінок у віці від 18 років та старших — 99,0 чоловіків також старших 18 років.
Середній дохід на одне домашнє господарство  становив 72 352 долари США (медіана — 54 489), а середній дохід на одну сім'ю — 85 436 доларів (медіана — 65 625). Медіана доходів становила 46 985 доларів для чоловіків та 34 531 долар для жінок. За межею бідності перебувало 10,1 % осіб, у тому числі 13,6 % дітей у віці до 18 років та 4,3 % осіб у віці 65 років та старших.
Цивільне працевлаштоване населення становило 487 осіб. Основні галузі зайнятості: освіта, охорона здоров'я та соціальна допомога — 20,3 %, публічна адміністрація — 13,6 %, виробництво — 13,3 %.